# 金罂粟
金罂粟（学名：Stylophorum lasiocarpum），俗名人血草，为罂粟科金罂粟属下的一个物种。

## 外部連結
- 維基物種上的相關：金罂粟